# Biestrzyków
Biestrzyków (niem. Eckersdorf) – wieś w Polsce położona w województwie dolnośląskim, w powiecie wrocławskim, w gminie Siechnice.
W latach 1975–1998 miejscowość administracyjnie należała do województwa wrocławskiego, przed rokiem 1945 nosiła niem. nazwę Eckersdorf.
Biestrzyków ma sołectwo wspólne ze znajdującymi się pół kilometra na północ Radomierzycami. Obie wsie graniczą na wschodzie z Żernikami Wrocławskimi i Iwinami i leżą tuż za południową granicą Wrocławia.

## Zabytki
Do wojewódzkiego rejestru zabytków wpisana jest:
- mieszkalna wieża obronna, zwana rycerską, średniowieczna, o grubości murów 220 cm, zbudowana z cegły w XIII lub XIV wieku, wzmiankowana pierwszy raz w 1411 r. Pierwotnie była dwupiętrowa, otoczona obwałowaniem i fosą, zbudowana na planie prostokąta, a na parterze znajdowała się kaplica. Wieża była własnością kapituły wrocławskiej. W XVI wieku do krótszego boku prostokąta dobudowano przybudówkę – rodzaj wieżyczki z klatką schodową. W następnym stuleciu dodano do wieży jedno piętro i po zachodniej stronie dobudowano dodatkowe skrzydło. W 1909 odnaleziono tu XII-wieczną płaskorzeźbę przedstawiającą proroka (obecnie w galerii rzeźby kamiennej XII-XVI w. wrocławskiego Muzeum Narodowego). Pomimo znacznych uszkodzeń w czasie natarcia Armii Czerwonej na Festung Breslau w 1945 roku mury ceglanej wieży zachowały się niezniszczone, dzięki czemu wieża przetrwała jeszcze następne pół wieku postępującej dewastacji. Na przełomie XX i XXI wieku ruiny wieży kupił prywatny właściciel, który ją wyremontował i zachowując jej zabytkowe cechy przekształcił w dom mieszkalny, obok którego zachowany jest także staw – pozostałość dawnej fosy. Jest to jedna z dwóch zachowanych średniowiecznych wież mieszkalnych w okolicach Wrocławia. Druga znajduje się w Ślęzy[5][6].